# Patricia Salazar
Patricia Salazar (* 16. Mai 1968 in Kolumbien) ist eine kolumbianische Journalistin und Autorin.

## Leben
Salazar ist als freie Korrespondentin der Tageszeitung El Tiempo aus Kolumbien in Deutschland tätig. Für die GDA, ein Konsortium von elf Tageszeitungen aus Lateinamerika interviewte sie im Jahr 2011 Angela Merkel.  2008 gründete sie in Berlin zusammen mit der Journalistin Claudia Zea das Magazin B26.